# Там, где любовь
«Там, где любовь» — дебютный альбом российского певца Roma Kenga, выпущенный в 2008 году. Выпускается в обычной и подарочной версии, дополнительно включает DVD, на котором представлены клипы «Let me be your guide», режиссёрская версия клипа «Там, где любовь» и записи «живого» выступления Ромы на «Европа Плюс Live».
При подготовке альбома Рома отбирал из 40 уже записанных композиций те 13, которые впоследствии вошли в альбом.
За три дня до официального релиза на физических носителях у слушателей появилась возможность купить альбом в цифровом виде на портале FIDEL.RU. Уже в день релиза альбом вошёл в ТОП-10 Альбомов, а спустя несколько дней возглавил этот хит-парад. Параллельно с этим видеоклипы певца удерживали 1 и 2 место в ТОП-10 Видео. Также альбом примечателен тем, что при его выпуске Universal Music впервые отказалась от DRM-защиты.
Для слушателей не из России альбом доступен для покупки в iTunes Store.

## Рецензии
Журнал Rolling Stone назвал альбом идеальным продуктом для радиоротаций, а сингл «Там, где любовь» — холмом среди отсутствующих вершин российского шоу-бизнеса.
Портал MAIL.RU пишет, что альбом получился очень разноплановый и, послушав одну песню, не сможешь сказать, что будет дальше.
Портал KM.RU также отмечает разнородность материала альбома. 

Кенга одинаково комфортно себя ощущает и в ритмах фанка, и в обволакивающих волнах синти-поповых клавиш, и в жанре традиционных поп-баллад.— http://music.km.ru/article.asp?id=6e341146465d4ff6943070bf05cdae7d
Главный редактор MUZ.RU Александр Изряднов начинает свою рецензию со слов: 

Прошло 5 дней, а Рома все свои 16 треков поет на репите в офисе, в машине, дома, на спорте… А все потому, что Roma Kenga — это лучшее, что случилось с российской эстрадой за последние 2, 3, много лет. — http://muz.ru/Store/NewsDetails.aspx?NewsId=57371

## Список композиций
Автором музыки и слов является Roma Kenga.
1. People
2. Let Me Be Your Guide
3. Этот мир без тебя
4. Падаю Выше
5. Ok (Little more pain)
6. So Happy
7. Там, где любовь
8. Самолёты
9. Runaway
10. Падай
11. Новые Моря
12. Words
13. Like U

### Bonus (digi-pack)
1. Let Me Be Your Guide (Red Max Remix)
2. Roma Kenga feat. Basil — Let me be your guide (club remix)
3. Там, где любовь (Sergey Green RMX)

### Видео (digi-pack DVD)
1. Let me be your guide (реж. Дмитрий Захаров)
2. Там, где любовь (реж. Мария Экслер)
3. Концерт «Europa plus LIVE»

## Синглы
- Let Me Be Your Guide
- Там, Где Любовь
- Новые моря